# Операция «Коридор»
Операция «Коридор» (босн. и хорв. Operacija Koridor, серб. Операција Коридор 92) — военная операция вооружённых сил Республики Сербской и вооружённых сил Республики Сербской Краины в Босанской Посавине летом-осенью 1992 года, целью которой было установление территориальной и транспортной связи между западными сербскими территориями и восточными территориями РС и СР Югославией. Причиной операции стала мусульманско-хорватская блокада западной части Республики Сербской и основной части Сербской Краины. В результате успешно проведённой операции была восстановлена наземная связь между частями Республики Сербской, а также нанесён значительный ущерб армии боснийских хорватов в этом регионе.

## Предыстория

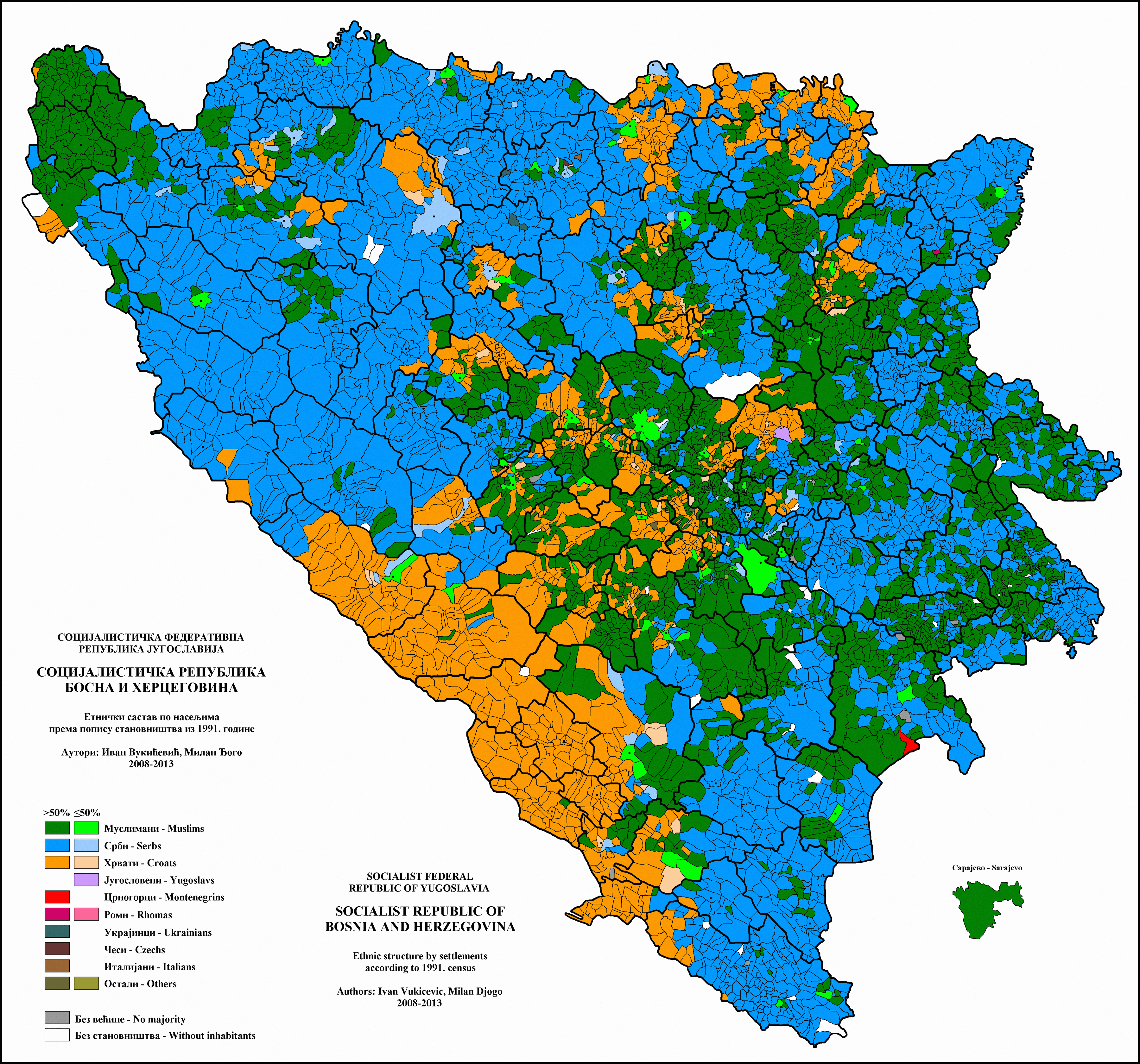
Этническая карта Боснии и Герцеговины согласно переписи населения 1991 года

По последней довоенной переписи населения Боснии и Герцеговины мусульман было 1 905 829 человек (43,7 %), сербов — 1 369 258 человек (31,4 %), хорватов — 755 892 человека (17,3 %). Из 106 общин БиГ мусульмане составляли большинство в 35 общинах, в основном в центральной Боснии, а сербы — в 32 западных и восточных общинах республики. Хорваты составляли большинство на юге БиГ и в некоторых центральных общинах. Около 240 тысяч жителей БиГ самоопределились как «югославы». Большинство из них были сербами или детьми от смешанных браков. В 1991 году 27 % заключённых браков были смешанными. По площади занимаемой территории сербы опережали другие боснийские народы. Они представляли абсолютное большинство населения на 53,3 % территории БиГ.
18 ноября 1990 года в республике прошли первые многопартийные выборы. Большинство мест в Скупщине (86) получила мусульманская Партия демократического действия, затем следовали Сербская демократическая партия (72) и местное Хорватское демократическое содружество (44). Результаты выборов продемонстрировали чёткое разделение по национальному признаку задолго до начала боевых действий.
После выборов было сформировано коалиционное руководство, представлявшее все три национальные партии. Лидер ПДД Изетбегович стал председателем Президиума БиГ. Премьер-министром стал хорват Юре Пеливан. Спикером Скупщины стал серб Момчило Краишник. Однако сотрудничества партий в правительстве и парламенте достичь не удалось. Уже на первом заседании Скупщины проявилось разделение депутатов по национальному признаку, а затем начала складываться мусульмано-хорватская коалиция. Она вынесла на обсуждение Декларацию о независимости республики, а Сербская демократическая партия в ответ начала объединять общины с большинством сербского населения.
12 октября парламент Боснии и Герцеговины без ведома сербских депутатов принял «Меморандум о суверенитете Боснии и Герцеговины» простым большинством голосов. Сербы и хорваты в БиГ определялись как национальные меньшинства. Это дало импульс автономизации сербских областей. Была созвана Скупщина боснийских сербов и проведён плебисцит, на котором 9 ноября 1991 года сербы высказались за объединение с Сербской Краиной, Сербией и Черногорией, то есть за создание обновлённого югославского государства. Руководство Боснии назвало сербский плебисцит незаконным и настаивало на независимой и унитарной стране. Однако тогда же о создании своего гос. образования — Герцег-Босны высказались боснийские хорваты, что углубило процесс территориального размежевания в республике.
9 января 1992 года Скупщина боснийских сербов провозгласила создание Республики Сербской Боснии и Герцеговины как федеративной единицы СФРЮ. 24 марта сербы сформировали правительство, парламент и президиум. 27 марта была принята Конституция Республики Сербской. Тогда же ими было выдвинуто предложение реформировать Боснию и Герцеговину в конфедеративную республику трёх равноправных народов.
25 января 1992 года Скупщина БиГ приняла решение провести референдум о суверенитете и независимости республики. Сербская фракция в Скупщине в знак протеста покинула зал заседаний. Референдум прошёл 1 марта 1992 года, на нём проголосовало 63,4 % избирателей (2 073 932 человека), из них 62,68 % проголосовали за независимость. В тот же день властями БиГ был провозглашён суверенитет, в ЕС была отправлена просьба о признании.
Сербская Республика БиГ имела слабое место — узкий перешеек в районе городов Дервента — Босански Брод — Босански Шамац, соединявший западную и восточную части республики. Мусульманские войска заняли этот перешеек ранней весной 1992, таким образом оборвав транспортное сообщение между западной частью Сербской Республики БиГ, а также Республики Сербская Краина с восточными территориями и Сербией. Некоторое время связь удавалось поддерживать воздухом, но после запрета ООН полётов над Боснией западные земли оказались полностью изолированными. Из-за нехватки продовольствия в регионе начался голод, в больницах не было медикаментов, армиям не хватало оружия и боеприпасов. В роддоме Баня-Луки из-за нехватки медицинского кислорода умерли 12 детей, что послужило поводом для начала операции. В условиях блокады руководство СР БиГ и РСК приняло решение восстановить контроль над перешейком Дервента — Босански Брод — Босански Шамац.

## Разработка операции
Главным разработчиком и вдохновителем этого плана стал генерал Момир Талич, командовавший тогда Первым Краинским Корпусом ВРС. Вместе с ним в разработке «Коридора» участвовали начштаба ПКК ВРС генерал Бошко Келечевич, командир спецназа МВД РСК генерал Боривое Джукич и начштаба Первой Моторизованной Бригады ВРС генерал Новица Симич. Перед офицерами стояла практически нерешаемая задача — во-первых, согласно канонам военной стратегии, атакующих сербов должно было быть как минимум в три раза больше, чем солдат противника, но создать такое численное превосходство было невозможно. Во-вторых, частям ПКК ВРС и отрядам МВД РСК предстояло действовать в полном оперативном окружении, которое они должны были прорвать. К середине июня работа была завершена — по выкладкам военных, уже к концу месяца блокада должна была быть прорвана — других вариантов для спасения жизней сотен тысяч мирных жителей просто не было. Перед частям ВРС и МВД РСК стояла следующая задача — атаковать противника вдоль границы с Хорватией в направлении Дервента — Босански Брод — Брчко, занять эти города, после чего установить и удержать контроль над автодорогами региона, обеспечив тем самым беспрепятственное транспортное сообщение западных районов СР БиГ и РСК с СР Югославией и остальным миром.

## Ход операции

### Основная фаза
12 июня части ПКК ВРС вступили в бой с мусульмано-хорватскими соединениями около села Модран южнее Дервенты. Бойцы 16 КМБр при поддержке танковой роты из Добоя атаковали врага, ознаменовав таким образом начало реализации плана «Коридор — 1992». Однако самые интенсивные бои начались после того, как 22 июня пало хорошо укреплённое хорватское село Цер — именно контроль над ним, по плану офицеров ВРС, был непременным условием для начала главной фазы операции «Коридор». Через два дня, 24 июня, сербская артиллерия начала массированный артобстрел вражеских позиций по всему фронту, демонстрируя готовность к скорому наступлению. Таличу и его коллегам удалось ввести противника в заблуждение — хорваты и мусульмане решили, что сербы собираются атаковать Тузлу, а не Дервенту и Босански Брод. В этом и заключалась хитрость плана генерала Талича — обманутые ложным артогнём, командиры мусульман и хорватов перебросили часть сил в район Тузлы, несколько ослабив оборону на линии Дервента — Биело Брдо — Оджак — Модрича. Но, тем не менее, бои за коридор, получивший название «Дорога Жизни», были очень тяжёлыми. Мусульмано-хорватские части оказывали жестокое сопротивление — их контратаки в районах населённых пунктов Видовици, Корача и приграничного с Хорватией села Вучиловац стоили сербам многих жизней. За время боёв в Посавине части ВРС и МВД РСК потеряли убитыми 293 человека, а 1129 военнослужащих были ранено. Одним из погибших был командир батальона МВД РСК майор Миливой Рашула, подразделение которого действовало в районе Оджака. Желая водрузить на местную водонапорную башню сербский флаг, майор Рашула углубился в территорию, занятую врагом, где был обнаружен и убит в перестрелке. Вместе с ним погибли ещё два милиционера, сопровождавших своего командира. Что же касается потерь мусульмано-хорватских частей, точных данных на этот счёт нет, однако с большой степенью вероятности можно предположить, что они были никак не меньше сербских.
Блокада была прорвана в ночь с 25 на 26 июня 1992 года — бойцы Первого Краинского и Восточно-Босанского корпусов ВРС встретились в районе сёл Корница и Чардак, община Модрича. Несмотря на ожесточённое сопротивление противника, превосходившего части ВРС и МВД РСК по численности и оснащению, задача, поставленная генералом Таличем, была выполнена. Блокада сербских территорий, длившаяся 42 дня, была прорвана, а дорога на Сербию отныне была свободна.

### Завершающая фаза
После того, как кольцо блокады было прорвано, перед войсками РС и РСК встала новая задача — занять максимальное количество территории, прилегающей к транспортному коридору, чтобы минимизировать возможность восстановления контроля над ним для сил противника. В рамках этого задания бойцы сербских формирований вели бои до середины октября 1992 года, заняв населённые пункты Модрича (занята 27 июня), Плехан (занят 1 июля), Дервента (занята 4 июля), Якес (занят 7 июля) и Оджак (занят 13 июля).
Отдельного внимания заслуживает заключительная фаза «Коридора — 1992» — операция по взятию стратегически важного города Босански Брод, занятого частями 16-й КМБр 6 октября 1992 года. Тут командование ВРС наглядно продемонстрировало своё умение пользоваться всеми технологиями современной войны — сербские части вошли в город без единого выстрела благодаря успешно проведённой их специалистами по радиоэлектронной борьбе операции по дезинформации противника. Накануне взятия Брода им удалось внедриться в радиосеть хорватских подразделений, оборонявших город и «вбросить» туда информацию о том, что сербские войска форсировали реку Саву и вот-вот собираются атаковать расположенный на её берегу Брод с тыла. Командование хорватской группировки запаниковало, и части ХСО спешно покинули город, который вскоре был занят танками и пехотой 16-й КМБр без единого выстрела. Таким образом город избежал разрушений, а окрестная природа — экологической катастрофы, неминуемой в случае уличных боёв — в Босанском Броде находится и по сей день продолжает работать крупнейший на Балканах нефтеперерабатывающий завод.

## В массовой культуре
- «Операция Коридор[серб.]» (серб. Операција Коридор) (1993) — документальный фильм, реж. Раде Малешевич[серб.]
- «Коридор 92[серб.]» (серб. Коридор 92) (2021) — художественный фильм, реж. Сладжана Жарич[серб.]